# Nastri d'argento 1984
La 39ª edizione dei Nastri d'argento si è svolta il 21 luglio 1984 a Taormina.

## Vincitori e candidati
I vincitori sono indicati in grassetto, a seguire gli altri candidati.

### Regista del miglior film
- Federico Fellini - E la nave va
- Pupi Avati - Una gita scolastica
- Nanni Moretti - Bianca

### Migliore regista esordiente
- Gabriele Lavia - Il principe di Homburg
- Roberto Russo - Flirt

### Miglior produttore
- Gianni Minervini - Mi manda Picone

### Miglior soggetto originale
- Pupi Avati ed Antonio Avati - Una gita scolastica

### Migliore sceneggiatura
- Nanni Loy ed Elvio Porta - Mi manda Picone

### Migliore attrice protagonista
- Lina Sastri - Mi manda Picone
- Giuliana De Sio - Cento giorni a Palermo
- Monica Vitti - Flirt
- Barbara De Rossi - Son contento

### Migliore attore protagonista
- Carlo Delle Piane - Una gita scolastica
- Giancarlo Giannini - Mi manda Picone
- Enrico Montesano - Sotto.. sotto.. strapazzato da anomala passione
- Alberto Sordi - Il tassinaro

### Migliore attrice non protagonista
- Monica Scattini - Lontano da dove
- Tiziana Pini - Una gita scolastica

### Migliore attore non protagonista
- Leo Gullotta - Mi manda Picone
- Carlo Giuffré - Son contento

### Migliore attore esordiente
- non assegnato
- Leonardo Treviglio - Desiderio
- Fabrizio Bracconeri - Acqua e sapone

### Migliore attrice esordiente
- Lidia Broccolino - Una gita scolastica
- Alessandra Mussolini - Il tassinaro
- Pietra Montecorvino - "FF.SS." - Cioè: "...che mi hai portato a fare sopra a Posillipo se non mi vuoi più bene?"

### Migliore musica
- Riz Ortolani - Una gita scolastica

### Migliore fotografia
- Giuseppe Rotunno - E la nave va

### Migliore scenografia
- Dante Ferretti - E la nave va

### Migliori costumi
- Maurizio Millenotti - E la nave va

### Migliori effetti speciali
- E la nave va

### Migliore attrice straniera
- Gena Rowlands - Love Streams - Scia d'amore
- Meryl Streep - Silkwood

### Migliore attore straniero
- John Cassavetes - Love Streams - Scia d'amore

### Regista del miglior film straniero
- Ingmar Bergman - Fanny e Alexander (Fanny och Alexander)
- John Landis - Una poltrona per due (Trading Places)
- Woody Allen - Zelig

### Nastro d'argento speciale al miglior regista straniero esordiente
- Barbra Streisand - Yentl

### Miglior cortometraggio
- Usa, profondo sud di Berto Bozza

### Miglior produttore di cortometraggi
- Ferdinando Zazzara - per il complesso della produzione

### Menzione speciale
- Ugo Apollonio - L'albero della memoria